# Pacte Ibèric
El Pacte Ibèric de 1942 fou un acord firmat al febrer d'aquell mateix any, per Espanya i Portugal. El tractat entre Francisco Franco i António de Oliveira Salazar, que buscava la no-agressió entre ambdues nacions, en el context de la Segona Guerra Mundial en que l'afinitat dels dos règims es dirigien cap a bàndols oposats. Així neix el Bloc Ibèric. Es va mantenir en vigor fins al 1978, any en què va entrar en vigor el Tractat d'Amistat i Cooperació entre Espanya i Portugal del 1977.